# Ophiomyia acutalis
Ophiomyia acutalis är en tvåvingeart som beskrevs av Spencer 1959. Ophiomyia acutalis ingår i släktet Ophiomyia och familjen minerarflugor.
Artens utbredningsområde är Kongo. Inga underarter finns listade i Catalogue of Life.